# Michele Dancelli
Michele Dancelli (Castenedolo, 8 maggio 1942) è un ex ciclista su strada e pistard italiano.
Professionista dal settembre 1963 al 1974, è vincitore della Milano Sanremo del 1970, di tre Giri dell'Appennino e di due Trofei Laigueglia. 
Passista e velocista, era un corridore combattivo e grintoso, amante delle fughe da lontano: il giornalista Gianni Mura lo definì «un sognatore nomade».

## Carriera
Cominciò l'attività dividendosi, come da lui stesso dichiarato, tra il ciclismo e la professione di muratore. Il 1º settembre 1963, tra i dilettanti, si laureò campione italiano su strada; passò professionista pochi giorni dopo, appena ventunenne, con la Molteni diretta da Giorgio Albani. Il primo successo arrivò il 5 aprile 1964, al Circuito di Col San Martino.
Nel 1965 – stagione in cui fece sue 13 corse – e nel 1966 vinse per due volte il campionato nazionale su strada in linea, mentre giunse secondo nel 1967 e terzo nel 1968 e nel 1972. In carriera si aggiudicò inoltre due importanti classiche, la Freccia Vallone 1966 ed il 19 marzo 1970 la Milano-Sanremo, grazie a una fuga solitaria di 70 chilometri. Fu la vittoria che riportò gli italiani al successo nella "Classicissima" diciassette anni dopo l'ultima affermazione, quella di Loretto Petrucci nel 1953.
Al Giro d'Italia 1970, vinto da Eddy Merckx, si piazzò al quarto posto, suo miglior risultato, giungendo peraltro secondo nella classifica a punti; partecipò complessivamente a nove edizioni della Corsa Rosa, mettendo in palmarès 11 tappe, quattro solo nel 1970, e indossando la maglia rosa di leader per 14 giorni. Nel 1969 partecipò per la prima e unica volta al Tour de France, classificandosi ventesimo con una vittoria di tappa, mentre nel 1972 fu terzo al Giro di Svizzera, aggiudicandosi anche la speciale graduatoria a punti.
Indossò per otto volte la maglia azzurra della Nazionale ai campionati del mondo su strada professionisti: si classificò per due volte terzo, nel 1968 a Imola (a 10'18" da Vittorio Adorni) e nel 1969 a Zolder, alle spalle del duo Ottenbros-Stevens. Nel 1971 alla Tirreno-Adriatico cadde rompendosi il femore: da quel momento in poi ottenne solo risultati di secondo piano. Nel Giro d'Italia 1972 fu squalificato per essersi fatto trainare, così come accadde l'anno successivo. Si ritirò nel 1974 dopo una stagione nelle file della Dreherforte.
Abbandonato il ciclismo agonistico, si è dedicato per un po' di tempo ad un'attività immobiliare e successivamente all'organizzazione di escursioni per cicloamatori.

## Palmarès
- 1962 (dilettanti)

Rho-Macugnaga
- 1963 (dilettanti)

Campionati italiani, Prova in linea Dilettanti
- 1964 (Molteni, quattro vittorie)

2ª tappa Giro d'Italia (Riva del Garda > Brescia)
Giro d'Abruzzo (Teramo)
Gran Premio Industria e Commercio di Prato
Corsa di Coppi
- 1965 (Molteni, tredici vittorie)

Grand Prix de Cannes
Giro di Campania
Campionati italiani, Prova in linea
4ª tappa Tour de Romandie (Fribourg > Vallorbe)
1ª tappa Giro d'Italia (San Marino > Perugia)
5ª tappa Giro d'Italia (Benevento > Avellino)
Gran Premio Montelupo
Gran Premio Industria e Commercio di Prato
Giro dell'Appennino
Coppa Placci
Gran Premio Molteni-Arcore
Giro del Veneto
Giro dell'Emilia
- 1966 (Molteni, sette vittorie)

7ª tappa Parigi-Nizza (L'Île-Rousse > Ajaccio)
Giro della Provincia di Reggio Calabria
Freccia Vallone
18ª tappa Giro d'Italia (Levico Terme > Bolzano)
Giro dell'Appennino
Giro del Lazio (valido come Campionati italiani, Prova in linea)
Giro del Veneto
- 1967 (Vittadello, otto vittorie)

Giro della Provincia di Reggio Calabria
3ª tappa Giro d'Italia (La Spezia > Prato)
15ª tappa Giro d'Italia (Lido degli Estensi > Mantova)
Gran Premio Industria e Commercio di Prato
Giro dell'Appennino
Giro dell'Emilia
Coppa Sabatini
Corsa di Coppi
- 1968 (Pepsi Cola, cinque vittorie)

Trofeo Laigueglia
Giro della Provincia di Reggio Calabria
2ª tappa Tour de Romandie (Boncourt > Bulle)
1ª tappa Parigi-Lussemburgo (Compiègne > Maubeuge)
Classifica generale Parigi-Lussemburgo
- 1969 (Molteni, quattro vittorie)

Gran Premio Cemab-Mirandola
4ª tappa Tour de Romandie (La Chaux-de-Fonds > Porrentruy)
9ª tappa Giro d'Italia (Napoli > Potenza)
8ª tappa, 2ª semitappa Tour de France (Divonne-les-Bains > Thonon-les-Bains)
- 1970 (Molteni, otto vittorie)

Trofeo Laigueglia
Milano-Sanremo
11ª tappa Giro d'Italia (Rivisondoli > Francavilla al Mare)
13ª tappa Giro d'Italia (Loreto > Faenza)
14ª tappa Giro d'Italia (Faenza > Casciana Terme)
18ª tappa Giro d'Italia (Arta Terme > Marmolada)
Prologo Tour de Luxembourg (Città di Lussemburgo, cronometro)
Giro del Lazio
- 1971 (Scic, due vittorie)

Grand Prix de Saint-Raphaël
3ª tappa, 2ª semitappa Giro di Sardegna (Macomer > Capo Falcone)
- 1972 (Scic, tre vittorie)

3ª tappa Tour de Suisse (Soletta > Gstaad)
5ª tappa Tour de Suisse (Mörel > Lugano)
Giro delle Marche

### Altri successi
- 1964 (Molteni)

Col San Martino (Circuito)
Classifica generale Trofeo Cougnet
- 1965 (Molteni)

Auch (Criterium)
- 1966 (Molteni)

Criterium degli Assi-Chieti (Circuito)
- 1967 (Vittadello)

Larciano (Circuito)
Scorzé (Circuito)
- 1968 (Pepsi Cola)

Maggiora (Circuito)
- 1969 (Molteni)

Chignolo Po (Circuito)
- 1970 (Molteni)

Monsummano (Circuito)
Prologo Montelupo (Circuito)
- 1971 (Scic)

Circuito degli Assi-Pavullo (Circuito)
Calvisano (Circuito)
- 1972 (Scic)

Gavardo (Circuito)
Classifica a punti Tour de Suisse
- 1973 (Scic)

Ghedi (Circuito)

## Piazzamenti

### Grandi Giri
- Giro d'Italia

1964: 21º
1965: 12º
1966: 20º
1967: ritirato
1968: 6º
1969: 6º
1970: 4º
1971: ritirato (16ª tappa)
1972: squalificato
1973: squalificato (17ª tappa)
- Tour de France

1969: 20º
- Vuelta a España

1967: ritirato

### Classiche monumento
- Milano-Sanremo

1964: 13º
1965: 11º
1966: 4º
1967: 20º
1968: 44º
1969: 22º
1970: vincitore
1972: 6º
1973: 36º
1974: 26º
- Giro delle Fiandre

1966: 11º
1969: 6º
1970: 25º
1972: 22º
- Parigi-Roubaix

1964: ritirato
1965: 32º
1966: 24º
1969: 12º
1970: 14º
- Liegi-Bastogne-Liegi

1966: 6º
- Giro di Lombardia

1963: 3º
1964: 6º
1965: 7º
1966: 5º
1967: squalificato
1968: 8º
1969: 13º
1970: 9º
1972: 10º

### Competizioni mondiali
- Campionati del mondo

Lasarte-Oria 1965 - In linea: 27º
Nürburgring 1966 - In linea: 14º
Heerlen 1967 - In linea: 8º
Imola 1968 - In linea: 3º
Zolder 1969 - In linea: 3º
Leicester 1970 - In linea: 18º
Mendrisio 1971 - In linea: 7º
Gap 1972 - In linea: 6º

## Riconoscimenti
- Premio Grandi Ex dell'Associazione Nazionale Ex Corridori Ciclisti nel 2010